# V plamenech
V plamenech (v anglickém originále 9-1-1 Lone Star) je americký televizní seriál, jehož tvůrci jsou Ryan Murphy, Brad Falchuk a Tim Minear. Seriál sleduje životy pracovníků linky 911, policistů, záchranářů a hasičů v Austinu v Texasu, přičemž jeho originální název odkazuje na přezdívku Texasu „The Lone Star State“. V plamenech je spin-offem seriálu Záchranáři L. A.. Měl premiéru dne 19. ledna 2020 na stanici Fox.

## Synopse
Seriál sleduje příběh newyorského hasiče, který se přestěhoval se svým synem z Manhattanu do Austinu v Texasu. Musí zde zachraňovat životy zraněných lidí a vyřešit problémy ve svém osobním životě.

## Obsazení

### Hlavní role
- Rob Lowe jako Owen Strand: kapitán hasičů a otec TK.
- Liv Tyler jako Michelle Blake: záchranářka a kapitánka záchranného vozidla.[3]
- Ronen Rubinstein jako Tyler Kennedy „TK“ Strand: hasič a Owenův syn.[4]
- Sierra McClain jako Grace Ryder: operátorka linky 911 a Juddova manželka.[4]
- Jim Parrack jako Judson „Judd“ Ryder: hasič, který jako jediný přežil katastrofální požár.[5]
- Natacha Karam jako Marjan Marwani: hasička a záchranářka.[6]
- Brian Michael Smith jako Paul Strickland: hasič.[6]
- Rafael Silva jako Carlos Reyes: strážník.[6]
- Julian Works jako Mateo Chavez: hasič.[6]

### Vedlejší role
- Kyle Secor jako zástupce hasičského náčelníka Alden Radford
- Brianna Baker jako Nancy Gillian
- Mark Elias jako Tim Rosewater
- Jon Foster jako Dustin Shepard
- Brett Rice jako Wayne Gettinger
- Mary Kay Place jako Theresa Blake, Michelle matka
- Natalie Zea jako Zoe
- Billy Burke jako kapitán  Billy Tyson
- Tamala Jones jako detektiv Sarina Washington, detektiv
- Lyndsy Fonseca jako Iris Blake, Michelle pohřešovaná sestra

### Hostující role
- Alex Carter jako kapitán
- Jesse Luken jako Jake Harkes
- Matt McTighe jako Chuck Parkland
- Graham Shiels jako Cory Garrity
- Angel Parker jako Josie
- Barry Corbin jako Stuart Ryder

## Seznam dílů
| Řada | Díly | Premiéra v USA | Premiéra v USA  | Premiéra v ČR | Premiéra v ČR |
| Řada | Díly | První díl      | Poslední díl    | První díl     | Poslední díl  |
| ---- | ---- | -------------- | --------------- | ------------- | ------------- |
| 1    | 10   | 19. ledna 2020 | 9. března 2020  | bude oznámeno | bude oznámeno |
| 2    | 14   | 18. ledna 2021 | 24. května 2021 | bude oznámeno | bude oznámeno |
| 3    | 18   | 3. ledna 2022  | 16. května 2022 | bude oznámeno | bude oznámeno |
| 4    | 18   | 24. ledna 2023 | 16. května 2023 | bude oznámeno | bude oznámeno |
| 5    | 12   | 23. září 2024  | 3. února 2025   | bude oznámeno | bude oznámeno |

## Produkce

### Vývoj
Dne 12. května 2019 bylo stanicí Fox oznámeno, že objednala produkci spin-offu Záchranáři L. A.. Tvůrci seriálu Záchranáři L. A. Ryan Murphy, Brad Falchuk a Tim Minear budou společně s Robem Lowem zastávat posty výkonných producentů. Výkonnou producentkou bude také Angela Bassettová, která hraje v Záchranáři L. A..

### Casting
Dne 12. května 2019 bylo oznámeno, že byl do hlavní role obsazen Rob Lowe. Dne 11. září 2019 bylo ohlášeno, že herečka Liv Tyler ztvární hlavní ženskou roli. Jim Parrack se k obsazení seriál přidal 18. září 2019. O dva dny později bylo oznámeno, že se k obsazení přidají také Ronen Rubinstein a Sierra McClain. Dne 23. září 2019 byli obsazeni herci Natacha Karam, Brian Michael Smith, Rafael Silva a Julian Works.